# Ceratina ridleyi
Ceratina ridleyi är en biart som beskrevs av Theodore Dru Alison Cockerell 1910. Den ingår i släktet märgbin och familjen långtungebin. Inga underarter finns listade i Catalogue of Life.

## Beskrivning
Ceratina ridleyi är ett förhållandevis litet bi: Honan har en kroppslängd på 10 till 12 mm, och en längd på framvingen (den längsta vingen) på 7 till 8,5 mm. Hanens kroppslängd varierar mellan 7 och 9 mm. Grundfärgen är mörkbrun till brunsvart, dock med omfattande gula markeringar: Käkarnas inre delar, clypeus (munskölden) samt en fläck ovanför denna, delar av labrum (överläppen), fyra parvisa fläckar på hjässan, ett flertal markeringar på mellankroppen inklusive ett brett band framtill och fyra längsband på mitten, tre band framtill på bakkroppen på de tre första tergiterna. Även tergit 5 och 6 har gula markeringar, liksom sternit 1 till 3. Också benen är huvudsakligen gula, och vingarna är halvgenomskinliga med en gulaktig nyans. Könsskillnaderna är små, enda skillnaden utöver sexualorganen är att hanen är något slankare än honan.

## Utbredning
Utbredningsområdet omfattar södra Thailand (Trang-provinsen), Malackahalvön (Malaysia och Singapore) samt de indonesiska öarna Sumatra och Java.

## Ekologi
Habitatet utgörs framför allt av tropiska skogar.
Som alla märgbin bygger arten sina larvbon i märgen på olika växter.